# Steffi Bergmann
Steffi Bergmann (* 18. September 1985 in Lich) ist eine deutsche Handballspielerin.
Die 1,74 m große Kreisläuferin begann bereits im Alter von sechs Jahren das Handballspielen. Sie spielte beim TV Lützellinden und der HSG Blomberg-Lippe. Ab 2006 stand sie beim TV Beyeröhde unter Vertrag und erreichte dort den Aufstieg in die Bundesliga. Zum Jahreswechsel 2009/10 wechselte sie zum HSV Solingen-Gräfrath. Im Sommer 2022 kehrte Bergmann zum TV Beyeröhde zurück, den sie ein Jahr später wieder verließ.